# Nam Tân
Nam Tân là một xã thuộc huyện Nam Sách, tỉnh Hải Dương, Việt Nam.

## Địa lý
Xã Nam Tân nằm ở phía bắc huyện Nam Sách, cách trung tâm huyện 15 km, có vị trí địa lý:
- Phía đông giáp thành phố Chí Linh
- Phía tây giáp xã Hợp Tiến
- Phía nam giáp xã Quốc Tuấn
- Phía bắc giáp xã Nam Hưng.

Xã Nam Tân có diện tích 6,10 km², dân số năm 2021 là 5.195 người, mật độ dân số đạt 851 người/km².

## Hành chính
Xã Nam Tân được chia thành 5 thôn: Quảng Tân, Đột Trên, Đột Hạ, Long Động, Trung Hà.